# Induktive Zündauslösung
Der Induktionsgeber ist ein technisches Bauelement in der Kraftfahrzeugtechnik und wird für die induktive Zündauslösung genutzt. Seine Aufgabe besteht darin, im richtigen Moment ein Spannungssignal (Zündimpuls) zum Auslösen des Zündfunkens zu liefern.

## Einbauort
Der Induktionsgeber kann entweder im Zündverteiler oder an der Kurbelwelle eingebaut werden. Bei Anbringung an der Kurbelwelle wird entweder der Zündverteiler oder die Nockenwelle anderweitig bemessen, um den tatsächlichen Motorzyklus abzubilden zu können, da dieser zwei Umdrehungen der Kurbelwelle umfasst.
|           | im Zündverteiler                                  | an der Kurbelwelle      |
| --------- | ------------------------------------------------- | ----------------------- |
| fest      | - Dauermagneten - Spule - Stator mit Statorzacken | - Dauermagneten - Spule |
| beweglich | - Rotor mit Rotorzacken                           | - Zahnscheibe           |

### Vorteile
- keine Schleifkontakte
- kein Abrissfunke

## Funktionsweise
Im Zündverteiler:
Das vom Dauermagneten erzeugte Magnetfeld kann sich im Metall am besten ausbreiten. Wenn sich der Rotor dreht verändert sich der Luftspalt zwischen den Rotorzacken und Statorzacken, wodurch sich die Stärke des Magnetfeldes ändert. Durch diese Änderung des Magnetfeldes wird auf Grund des Induktionsgesetzes eine Spannung in die Spule induziert.
An der Kurbelwelle:
Wenn sich das Zahnrad dreht verändert sich die Umgebung um den Dauermagneten, wodurch sich die Stärke des Magnetfeldes ändert. Durch diese Änderung des Magnetfeldes wird auf Grund des Induktionsgesetzes eine Spannung in die Spule induziert.
Der Vorteil des Einbaus an der Kurbelwelle besteht darin, dass eine größere Genauigkeit möglich ist. Dies wird vorwiegend in der Motronic genutzt.